# Hermann Oberth

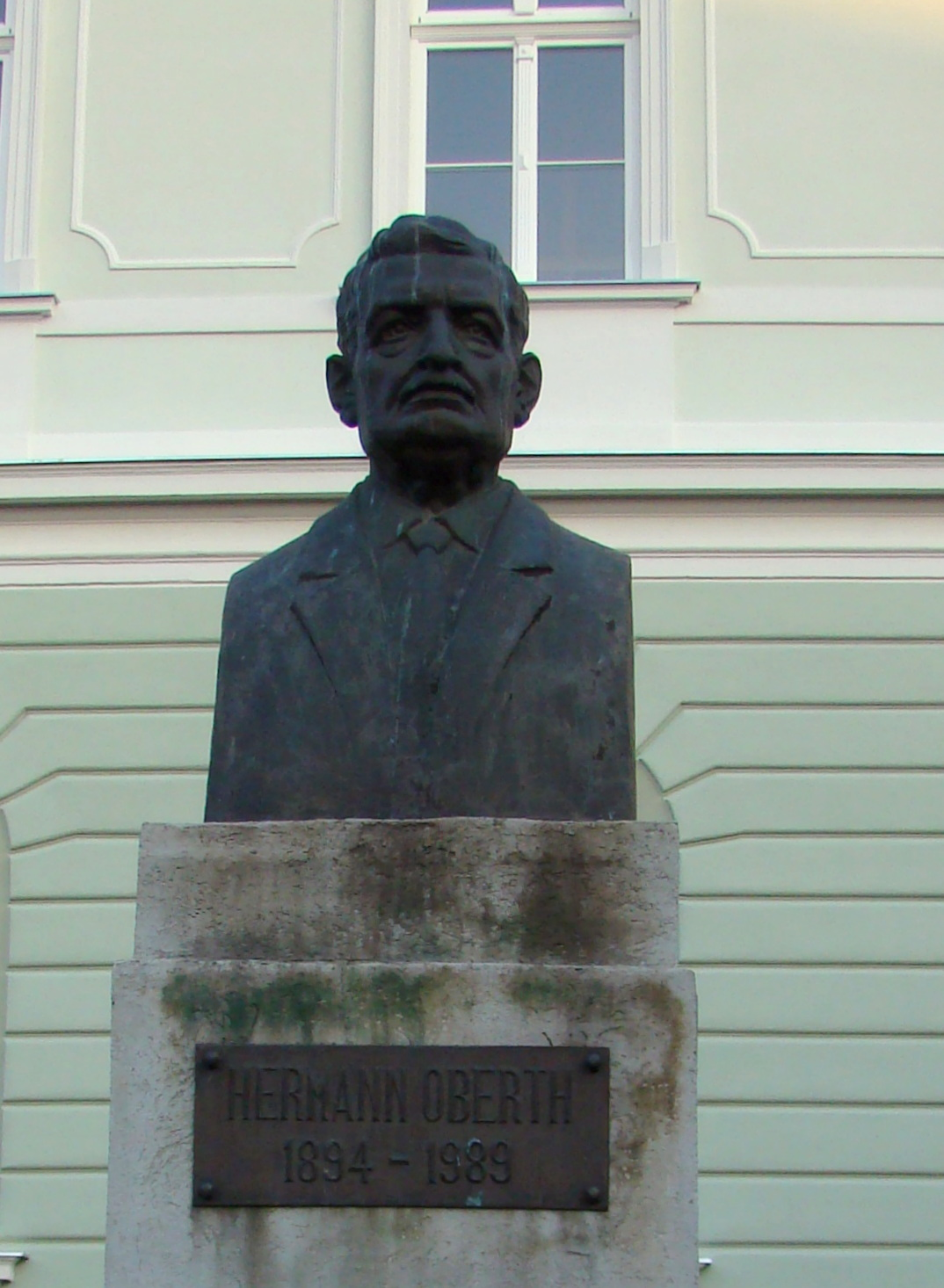
Bustul lui Hermann Oberth din Sibiu

Hermann Julius Oberth (n. 25 iunie 1894, Sibiu, Austro-Ungaria – d. 28 decembrie 1989, Nürnberg, RFG) a fost un savant german originar din România (sas), unul dintre părinții fondatori ai rachetei și astronauticii. Mama sa a fost fiica lui Friedrich Krasser.

## Biografie
Născut la Sibiu (în perioada dualismului austro-ungar), Hermann Oberth a fost, pe lângă rusul Konstantin Țiolkovski și americanul Robert Goddard, unul dintre cei trei părinți fondatori ai științei rachetelor și astronauticii. Cei trei nu au colaborat niciodată în mod activ, concluziile cercetărilor lor fiind în mod esențial identice, deși cercetarea a avut loc în mod independent.
Încă de la vârsta copilăriei (la aproximativ 11 ani), Hermann a fost fascinat de acest subiect prin cărțile lui Jules Verne, în special De la Pământ la Lună și În jurul Lunii, pe prima mărturisind că a citind-o de nenumărate ori până ce a ajuns aproape să o știe pe dinafară. În urma influenței acestor cărți și concluziei personale că ideile prezentate de Jules Verne nu erau întru totul fanteziste, Hermann a construit primul model de rachetă încă din școala generală, pe când avea în jur de 14 ani.
Hermann Oberth a realizat că, deși combustibilul rachetei se consumă, prin aceasta reducându-se masa rachetei, continuă totuși să existe un rezervor care conținea combustibilul consumat, acesta nemaifiind util din punct de vedere funcțional. Hermann a ajuns astfel, în mod independent, să inventeze conceptul de ardere în etape a combustibilului.
În 1912 Hermann Oberth a devenit student la medicină al Universității din München, participând apoi ca medic militar la Primul Război Mondial. Hermann a spus mai apoi că cea mai importantă concluzie personală, pe care a tras-o în urma experienței avute, a fost că nu va dori niciodată să profeseze ca medic. După război s-a întors la aceeași universitate, de data aceasta studiind fizica sub îndrumarea unora dintre cele mai luminate minți ale vremii în domeniu.
În 1922, lucrarea sa de licență despre știința rachetelor a fost respinsă la Universitatea din Heidelberg, fiind considerată utopică. Lucrarea a fost totuși tipărită folosind fonduri private și a produs controverse în presă. Hermann a comentat ulterior că s-a abținut, în mod deliberat, să scrie o altă lucrare de licență, cu scopul declarat de a deveni un om de știință mai valoros decât cei care i-au respins-o, chiar fără a fi recunoscut de aceștia. Oberth a fost un critic al sistemului de învățământ al vremii, comparându-l cu o mașină cu farurile ațintite înapoi, lipsită de viziune de viitor. Își susține licența cu aceeași lucrare în 1923 la Universitatea din Cluj, sub conducerea profesorului Augustin Maior. În 1923, Hermann Oberth a primit titlul de „profesor secundar” și a fost numit la un liceu din Sighișoara.
În 1923, Hermann Oberth a publicat cartea Racheta în spațiul interplanetar (titlul în germană Die Rakete zu den Planetenräumen), în care autorul propune, între altele, zborul interplanetar și realizarea unei stații orbitale permanente, iar în 1929, Moduri de a călători în spațiu (germană Wege zur Raumschiffahrt). În anii 1928-1929, Hermann a lucrat la Berlin în calitate de consultant științific la primul film din istorie cu acțiune care se desfășura în spațiu: Femeile de pe Lună. Filmul a fost produs de UFA-Film Co., în regia lui Fritz Lang și a avut un succes enorm în popularizarea noii științe a rachetelor. 
În toamna lui 1929, Hermann Oberth a lansat prima sa rachetă cu combustibil lichid, numită Kegeldüse. În aceste experimente a fost asistat de studenți de la Universitatea Tehnică din Berlin, printre care se afla și Wernher von Braun. La construirea primei rachete de mari dimensiuni din lume, numită A4, dar cunoscută astăzi mai degrabă sub numele V-2, s-au folosit 95 dintre invențiile și recomandările lui Hermann Oberth.
Hermann Oberth s-a căsătorit în jurul vârstei de 35 de ani cu Tilli Oberth (născută Hummel), cu care a avut patru copii, dintre care un băiat a murit pe front în al Doilea Război Mondial, iar o fată a murit curând după aceea, în august 1944, într-un accident de muncă.
În 1938, familia Oberth s-a mutat din Sibiu. Mai întâi s-a mutat în Austria, unde a lucrat la Colegiul Tehnic din Viena, apoi în Germania, unde a lucrat la Colegiul Tehnic din Dresda, ajungând în final la Peenemünde (angajat sub numele fals Fritz Hann), unde Wernher von Braun construise deja racheta V-2. Hermann Oberth a vrut să se întoarcă în România în mai 1941, dar, pentru a preveni acest fapt, autoritățile germane l-au naturalizat și l-au încadrat în armată, la Peenemünde.
La sfârșitul războiului, Hermann Oberth lucra la complexul WASAG, de lângă Wittenberg, la rachete cu combustibil solid, pentru apărare aeriană. După terminarea războiului și-a mutat familia la Feucht, lângă Nürnberg.
În 1948, lucra în calitate de consultant independent și scriitor în Elveția. În 1950, a încheiat în Italia munca pe care o începuse la WASAG. În 1953, s-a întors la Feucht pentru a ajuta la publicarea cărții sale Omul în spațiu în care descria ideile sale legate de un reflector spațial, o stație spațială, o navă spațială electrică și costume de cosmonaut.
Între timp Wernher von Braun fondase un institut pentru explorare spațială în Statele Unite ale Americii, la Huntsville, Alabama, unde i s-a alăturat și Hermann Oberth. Aici Hermann Oberth a fost implicat într-un studiu numit Dezvoltarea tehnologiei spațiale în următorii zece ani. La sfârșitul lui 1958, Hermann Oberth, din nou în Feucht, a găsit timpul să își pună pe hârtie și să publice gândurile sale legate de posibilitățile tehnologice ale unui vehicul lunar, o catapultă lunară, un elicopter și un avion silențios și altele. În anul 1960, a lucrat la Convair, în calitate de consultant tehnic de-a lungul dezvoltării rachetelor Atlas, în Statele Unite.

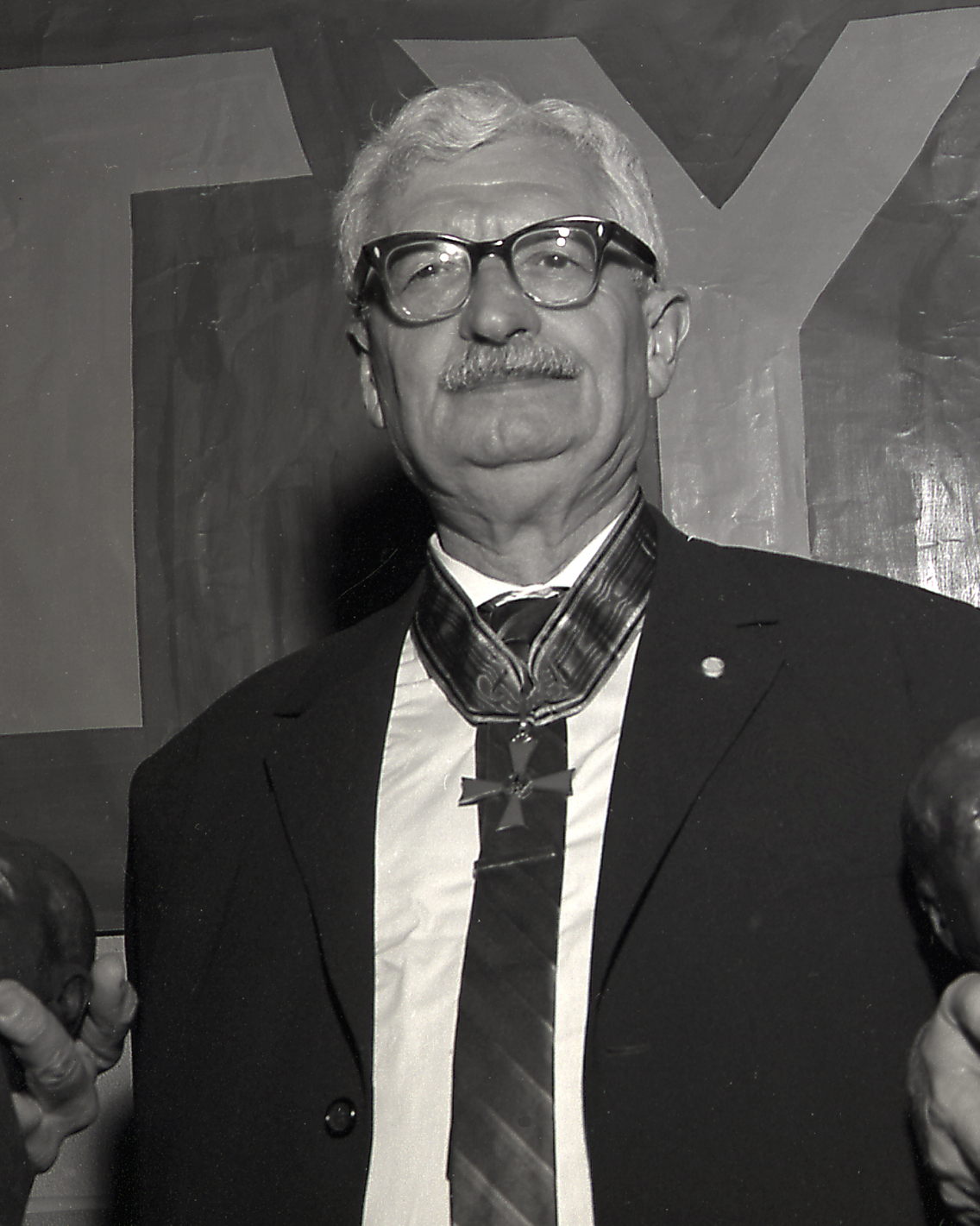
Hermann Oberth în anul 1961

Hermann Oberth s-a retras în 1962, la vârsta de 68 de ani. Criza petrolului din 1977 l-a făcut să se concentreze asupra surselor alternative de energie, aceasta ducând la concepția planului unei centrale eoliene. Principalele sale activități, după ce s-a retras, au fost însă legate de filosofie, Hermann Oberth mai scriind încă niște cărți legate de acest subiect. Hermann Oberth s-a stins din viață la 28 decembrie 1989, la vârsta de 95 de ani, la Nürnberg.
După moartea sa, s-a deschis la Feucht Muzeul Spațial "Hermann Oberth" iar în 1994, la 100 de ani de la naștere, la Mediaș, s-a deschis Casa Memorială "Hermann Oberth".
Societatea Hermann Oberth aduce laolaltă oameni de știință, cercetători și astronauți din toată lumea pentru a-i continua opera.

## Lucrări
- Die Rakete zu den Planetenräumen, 1923
- Die Möglichkeit der Weltraumfahrt. Allgemeinverstliche Beiträge zum Raumschiffahrtsproblem, 1928 (gemeinsam mit Franz Hoefft, Walter Hohmann und Willy Ley)
- Wege zur Raumschiffahrt, 1929
- Menschen im Weltraum. Neue Projekte für Raketen- und Raumfahrt, 1954
- Das Mondauto, 1959
- Stoff und Leben. Betrachtungen zum modernen Weltbild, Remagen: Der Leuchter Otto Reichl Verlag, 1959, 216 pag.
- Katechismus der Uraniden. Haben unsere Religionen eine Zukunft? Gedanken aus philosophischen Vorträgen und zum Teil noch unveröff. Schriften, 1966
- Politik und Kunst, München: Deutsche Akademie für Bildung und Kultur, 1975, 28 pag. (Schriftenreihe der Deutschen Akademie für Bildung und Kultur in München; Heft 10)
- Kakokratie, der Weltfeind Nr. 1, Feucht: Uni-Verlag Dr. Roth-Oberth, 1976, 33 pag.
- Wählerfibel für ein Weltparlament, Feucht: Uni-Verlag Dr. Roth-Oberth, 1983, 287 pag.
- Forschung und Jenseits, Johannes Baum Verlag, Pfullingen/ Württ., 1930
- Vorwort vom 24. Februar 1978 zum Buch von S.E. Waxmann Unsere Lehrmeister aus dem Kosmos, Exoarchäologie: Die große Wende ISBN 3-88608-150-8
- PRIMER For Those Who Would Govern, Verlag West-Art New York 1987, mit Vorwort von B.John Zavrel. ISBN 0-914301-06-3

Bustul lui Hermann Oberth din piața care îi poartă numele în Sighișoara

## Cinstirea memoriei lui Hermann Oberth
- În anul 1991 a fost ales membru post-mortem al Academiei Române.[25]
- La Feucht (Germania) Muzeul Spațial Hermann Oberth (în germană Hermann-Oberth-Raumfahrt-Museum) îi este consacrat.
- Facultatea de Inginerie din cadrul Universității „Lucian Blaga” din Sibiu îi poartă numele: Facultatea de Inginerie „Hermann Oberth”.
- Un bust al lui Hermann Oberth a fost amplasat la Sibiu.
- Un bust al lui Hermann Oberth a fost amplasat și la Sighișoara, acolo unde a făcut liceul. O stradă și o piațetă din același oraș îi poartă numele. În 1994, el a fost declarat „Cetățean de onoare al orașului Sighișoara”.[26]
- Casa Memorială „Hermann Oberth” din Mediaș.
- Un crater de pe fața ascunsă a Lunii și asteroidul 9253 Oberth îi poartă numele.
- Aeroclubul Sibiu a luat numele „Hermann Oberth”[27]